# Дербені
Дербені́ (рос. Дербени) — присілок у складі Орічівського району Кіровської області, Росія. Входить до складу Кучелапівського сільського поселення.
Населення становить 34 особи (2010, 35 у 2002).
Національний склад станом на 2002 рік — росіяни 100 %.